# GKM Gdańsk (żużel)
GKM Gdańsk – polski klub żużlowy z Gdańska. W latach 1948–1950 brał udział w rozgrywkach ligowych. W późniejszym czasie przestał funkcjonować.

## Sezony
| Sezon | Rozgrywki ligowe | Rozgrywki ligowe | Rozgrywki ligowe | Uwagi                                              |
| Sezon | Liga             | Liga             | Miejsce          | Uwagi                                              |
| ----- | ---------------- | ---------------- | ---------------- | -------------------------------------------------- |
| 1948  | Eliminacje       | Eliminacje       | 4/16             | Kwalifikacja do I ligi                             |
| 1948  | I                | I liga           | 7/9              | 2. miejsce w turnieju barażowym „pierwszoligowców” |
| 1948  | I                | I liga           | 7/9              | 4. miejsce w turnieju barażowym o utrzymanie       |
| 1949  | II               | II liga          | 3/9              |                                                    |
| 1950  | II               | II liga          | 4/8              |                                                    |

| Poziom ligowy | Liczba sezonów | Sezony    |
| ------------- | -------------- | --------- |
| I             | 1              | 1948      |
| II            | 2              | 1949–1950 |